# Cantiveros (kommunhuvudort)
Cantiveros är en kommunhuvudort i Spanien.   Den ligger i provinsen Provincia de Ávila och regionen Kastilien och Leon, i den centrala delen av landet, 120 km nordväst om huvudstaden Madrid. Cantiveros ligger 879 meter över havet och antalet invånare är 183.
Terrängen runt Cantiveros är platt, och sluttar norrut. Runt Cantiveros är det glesbefolkat, med 19 invånare per kvadratkilometer. Närmaste större samhälle är Fontiveros, 2,6 km söder om Cantiveros. Trakten runt Cantiveros består till största delen av jordbruksmark.